# لوتیان غربی
لوتیان غربی (به انگلیسی: West Lothian) یک شهرستان در بریتانیا است که در اسکاتلند واقع شده‌است.
این شهرستان ۴۲۷ کیلومتر مربع مساحت و ۱۷۵٬۰۰۰ نفر جمعیت دارد.